# José de Rezabal y Ugarte
José de Rezabal y Ugarte (* 1747 in Vitoria-Gasteiz, Baskenland, Spanien; † 19. Juli 1800 in Santiago de Chile) war ein spanischer Richter und Kolonialverwalter, der interimsweise das Amt des Gouverneurs im Generalkapitanat Chile innehatte.
Er war (seit 1787) mit Juana Catalina Micheo y Jiménez de Lobatón verheiratet.

## Leben
Rezabal machte zunächst eine Karriere als Rechtsgelehrter in Spanien. Er studierte an den Universitäten von Granada und Valladolid und war mehrfach Rektor in Salamanca. Danach ging er nach Südamerika und arbeitete am Obersten Gerichtshof der Kolonialverwaltung in Chile (der Real Audiencia) als Richter (spanisch: Oidor). Zu seinen Pflichten gehörte neben dem Richteramt auch die Bauaufsicht bei der Kathedrale von Santiago de Chile und die Schirmherrschaft über das Convictorio Carolino und das Frauenhospital.
1781 wurde er als Staatsanwalt (spanisch: alcalde del crimen) nach Lima versetzt, wo er 1783 die Anklage gegen den Führer der aufständischen Indios, Tupac Amaru II. vertrat, der schließlich zum Tode durch Vierteilen verurteilt wurde. Daneben arbeitete er an der Universidad de San Marcos und als Richter an untergeordneten Instanzen. 1786 wurde er vorsitzender Richter der neugegründeten Real Audiencia in Cusco, wo er unter anderem Gutachten zum Prozess nach dem Grubenunglück von Huancavelica – dort waren 200 Menschen zu Tode gekommen – und einem Verfahren gegen den Direktor wegen Untreue beitrug.
1795 ging er als Vorsitzender der Real Audiencia von Chile zurück nach Santiago. 1796 amtierte er interimsweise vom 16. Mai an als Gouverneur, nachdem sein Vorgänger Ambrosio O’Higgins zum Vizekönig von Peru ernannt worden war. Am 18. September 1796 übergab er das Amt an Gabriel de Avilés. Rezabal erhielt für seine Verdienste das Ritterkreuz des Ordens von Karl III. und wurde kurz vor seinem Tod 1800 zum Ehrenmitglied des Indienrates (spanisch: Consejo de Indias), des obersten Gremiums der südamerikanischen Kolonialverwaltung der Spanier, ernannt.
Rezabal ist Autor zahlreicher juristischer Schriften und hat für seine eigenen Veröffentlichungen die erste Druckerpresse nach Chile gebracht.